# Tour de Suisse 1950

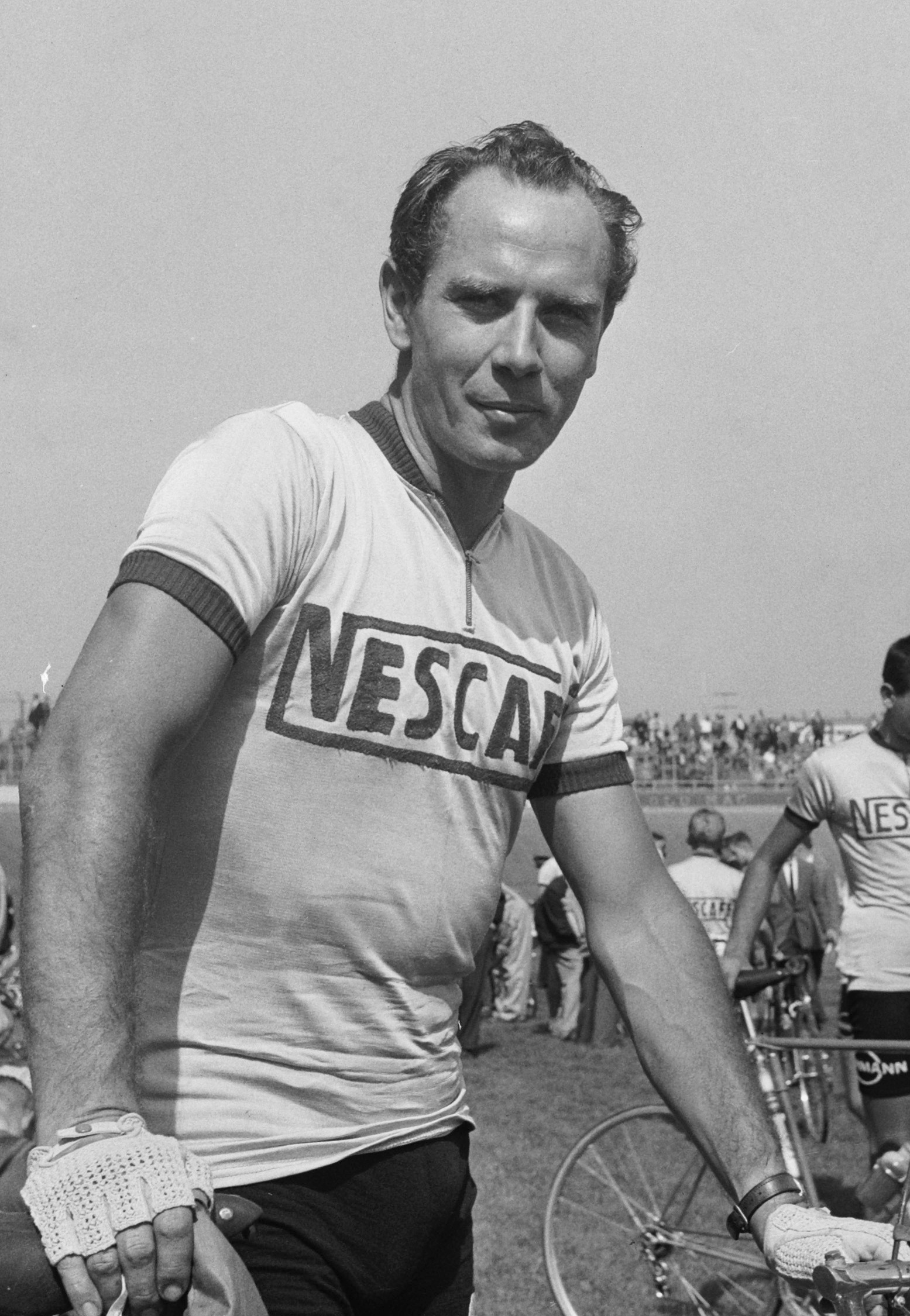
Hugo Koblet war 1950 der Sieger der Tour de Suisse

Die 14. Tour de Suisse fand vom 24. Juni bis 1. Juli 1950 statt. Sie wurde in acht Etappen über eine Distanz von 1829 Kilometern ausgetragen. Die vierte Etappe wurde in zwei Halbetappen, eine davon als Einzelzeitfahren, ausgetragen.
Die Rundfahrt startete in Zürich mit 69 Fahrern, von denen 47 Fahrer am letzten Tag ebenfalls in Zürich ins Ziel kamen. Die Durchschnittsgeschwindigkeit des Siegers Hugo Koblet betrug 34,199 km/h.
Die Rundfahrt war geprägt von der Konkurrenz der beiden Schweizer «K», Ferdy Kübler und Hugo Koblet. Von dieser Rivalität profitierte zunächst der Luxemburger Jean Goldschmit, der in den ersten vier Etappen ein Polster aus vier Minuten vor Kübler und Koblet herausfahren konnte. Die Entscheidung fiel auf der sechsten Etappe, auf der Kübler stürzte und mit 23 Minuten in Rückstand geriet und auch Goldschmitt sechs Minuten verlor. Koblet konnte die Tour für sich entscheiden.

## Etappen
| Etappe      | Tag      | Start – Ziel            | km  | Etappensieger     | Gesamtwertung   |
| ----------- | -------- | ----------------------- | --- | ----------------- | --------------- |
| 1. Etappe   | 24. Juni | Zürich – Winterthur     | 272 | Jean Goldschmit   | Jean Goldschmit |
| 2. Etappe   | 25. Juni | Winterthur – Liestal    | 240 | Jean Goldschmit   | Jean Goldschmit |
| 3. Etappe   | 26. Juni | Liestal – Genf          | 299 | Gustaf Speeckaert | Jean Goldschmit |
| 4. Etappe A | 27. Juni | Genf – Lausanne (EZF)   | 061 | Hugo Koblet       | Jean Goldschmit |
| 4. Etappe B | 27. Juni | Lausanne – Gstaad       | 101 | Hugo Koblet       | Jean Goldschmit |
| 5. Etappe   | 28. Juni | Gstaad – Luzern         | 234 | Ernst Stettler    | Jean Goldschmit |
| 6. Etappe   | 29. Juni | Luzern – Bellinzona     | 220 | Hugo Koblet       | Hugo Koblet     |
| 7. Etappe   | 30. Juni | Bellinzona – St. Moritz | 162 | Martin Metzger    | Hugo Koblet     |
| 8. Etappe   | 1. Juli  | St. Moritz – Zürich     | 240 | Fritz Zbinden     | Hugo Koblet     |